# Erik IV. (Dänemark)
Erik IV. Plovpenning (= Pflugpfennig) (* 1216; † 10. August 1250 bei Missunde) war ein Sohn des dänischen Königs Waldemar II. aus dem Haus Estridsson und dessen Frau Berengaria von Portugal.

## Leben
Erik war der älteste Sohn Waldemars II. aus dessen zweiter Ehe. Direkt nach der Geburt wurde er zum Herzog von Schleswig ernannt.
1223 wurden sein Vater und sein älterer Halbbruder, der Thronfolger und Mitkönig Waldemar, durch Graf Heinrich I. von Schwerin gefangen genommen. Sein Vater kam 1225 frei, musste nach der Niederlage in der Schlacht bei Mölln aber als Gegenleistung den neunjährigen Erik und dessen beiden jüngeren Brüder Abel und Christoffer als Geiseln an Heinrich I. von Schwerins Hof schicken. Erst 1230 kamen die Brüder frei. Erik reiste nach Paris, um dort ein Studium aufzunehmen.
1231 starb erst Eleonore von Portugal, die Ehefrau des jüngeren Waldemar, im Kindbett, und wenig später Eriks Halbbruder Waldemar bei einem Jagdunfall. Sie hinterließen keine lebenden Nachkommen. Daraufhin wurde Erik aus Paris zurückgerufen, um Waldemars Stellung als Mitkönig  seines Vaters in Dänemark zu übernehmen. Er wurde 1232 im Dom zu Lund gekrönt. Sein nächstjüngerer Bruder  Abel rückte als Herzog in Schleswig nach.

### König
Als Waldemar II. starb, folgte Erik ihm 1241 als alleiniger König. Sein jüngerer Bruder Abel forderte Teilhabe an der Macht. Dies führte zu langwierigen Kriegen über viele Jahre, wobei Abel, der Herzog in Schleswig, der seit 1237 mit Mechthild von Holstein verheiratet war, Unterstützung von seinen holsteinischen Schwägern erhielt. 1244 kam es anlässlich eines geplanten Kreuzzuges gegen Estland zu einem Vergleich, der aber nur von kurzer Dauer war, denn 1246 begann Erik mit dem Versuch, das Herzogtum Schleswig an sich zu bringen. Im Gegenzug brannten Abel und Christoffer – unterstützt von ihrem unehelichen älteren Bruder Knut von Blekinge (1209–1260), den Holsteiner Grafen sowie der Hanse – Odense nieder und eroberten Ripen. Im folgenden Jahr gelang Erik die Rückeroberung. Er nahm Christoffer und Knut gefangen. Durch die Vermittlung ihrer Schwester Sophie, der Ehefrau von Markgraf Johann I. von Brandenburg, wurde 1247 ein Vertrag zwischen den Brüdern geschlossen, der Eriks alleinige Herrschaft im Königreich wieder herstellte und den anderen Brüdern ihre Herzogtümer zusicherte.
Um seine Kämpfe zu finanzieren, erhob Erik 1249 eine Steuer auf jeden Pflug, was seinen Beinamen erklärt. Da die Anzahl der Pflüge im Land in einem konstanten Verhältnis zur bearbeiteten Fläche stand, handelte sich quasi um eine flächenbezogene Grundsteuer, die gerecht und für die meisten bezahlbar war. Allein eine übermäßig ruppige Art der Eintreibung erzeugte Unmut, so dass der König 1249 in Schonen sogar vor aufgebrachten Bauern fliehen musste. Während Erik endlich zu seinem Feldzug nach Estland aufbrach, schlossen sich Abel und die Kirche dem Aufstand an.

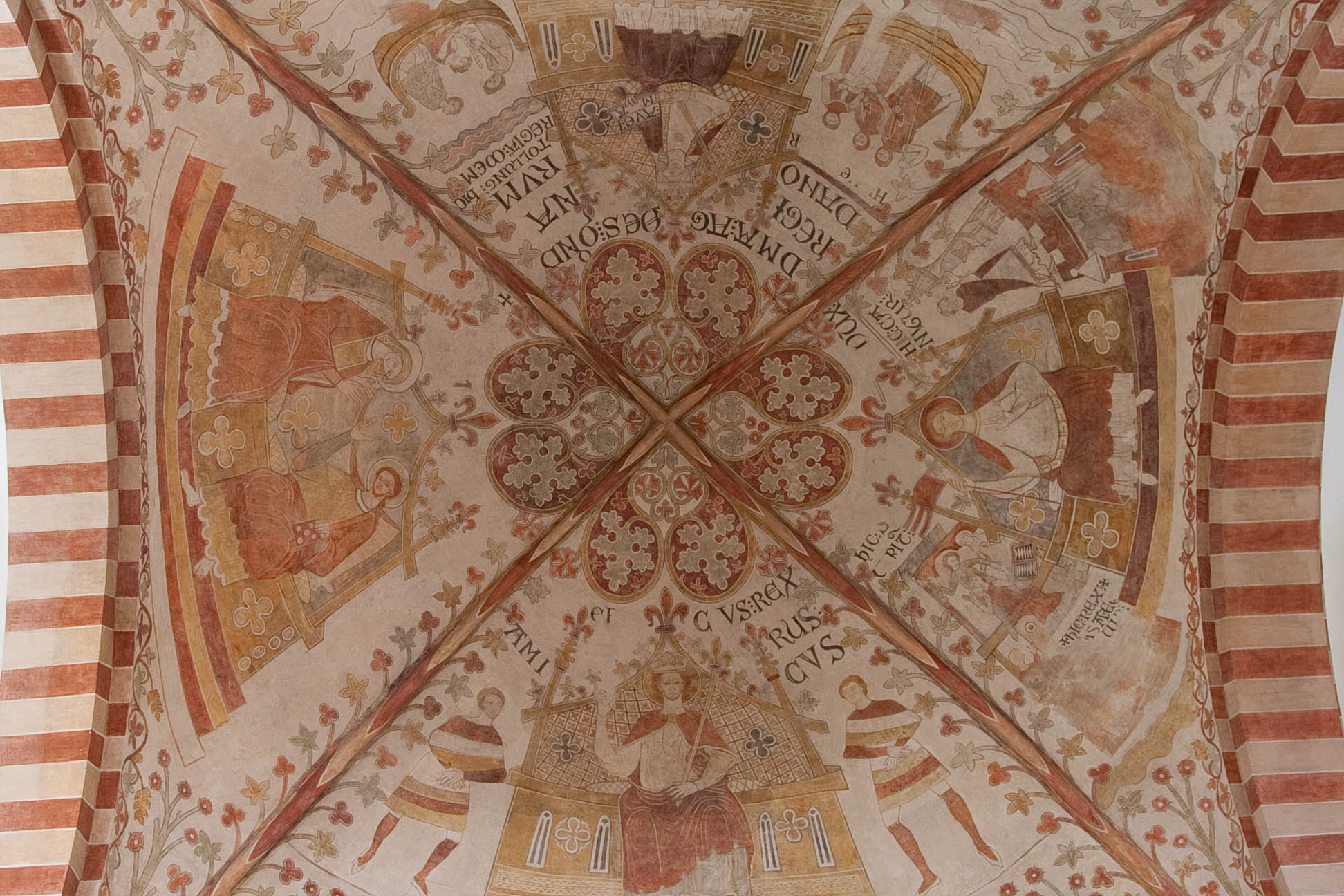
Fresko mit der Darstellung der Ermordung von Erik Plovpenning in der St.-Bendts-Kirche

### Tod
Auf dem Rückweg von Estland 1250 gelang es Erik, den größten Teil von Abels südjütischen Herzogtum zu erobern, und er traf sich mit Abel für einen Vergleich in dessen Residenz Gottorf. Nach diesem Treffen wurde er auf Geheiß seines Bruders am 10. August 1250 in der Nähe von Missunde ermordet. Nach einer Überlieferung schlug Lave Gudmundsen (ca. 1195–1252) ihm auf einem Boot den Kopf ab. Sein Leib wurde in der Schlei versenkt. Der aufgetauchte Leichnam wurde seinem Wunsch gemäß in Mönchskleider gekleidet und in Schleswig beigesetzt.

### Frömmigkeit und Kirchenpolitik
Erik war tief von der franziskanischen Frömmigkeit geprägt. Er war selbst Franziskaner-Terziar und hatte in seinem Testament festgelegt, dass er in der Kutte des Ordens begraben werden wollte. Zudem begann er, auf eigene Kosten für die Franziskaner ein Kloster in Roskilde zu bauen. Aber Krieg und Unfriede hinderten ihn an der Vollendung seiner Arbeit. Erst nach seinem Tod wurde 1255 ein Klarissenkloster in gegründet.
Trotz seiner Frömmigkeit stand Erik bereits als Mitregent in Konflikt mit der Kirche in Dänemark, besonders mit Niels Stigsen aus dem mächtigen Hvide-Geschlecht, dem Bischof von Roskilde. Erik konnte sich 1237 jedoch einen Brief von Papst Gregor IX. beschaffen, um die Bischöfe damit zu zwingen, die von ihm bestimmten Priester an seinen Kirchen einzusetzen. Seine Steuerpolitik führte 1244 zu einem erneuten Konflikt mit der Kirche, deren Land der König ebenfalls besteuern wollte. 1245 drohte Papst Innozenz IV. Erik mit Kirchenbann, sollte er die Privilegien der Kirche verletzen.
Aufgrund seiner Rom-Treue wurde er 1239 sogar zum Favoriten von Papst Gregor IX. für den deutschen Kaiserthron anstelle des gebannten Friedrich II. Ende desselben Jahres verheiratete Kurfürst Albrecht I. von Sachsen ihn mit seiner ältesten Tochter Jutta (Judith).

## Verehrung
Sofort nach seiner Ermordung begann Eriks Verehrung als Märtyrer und Heiliger, an dessen Grab angeblich Wunder geschahen. Nach Abels Tod 1252 unterstützte Christoffer, der jüngste der Brüder, die Verehrung, um so Waldemar, den Sohn des Brudermörders, von der Nachfolge auszuschließen und selbst als die Nachfolge anzutreten. Als König ließ er Eriks sterbliche Überreste daher von ihrer ersten Ruhestätte im Schleswiger Dominikanerkloster in den Schleswiger Dom und 1258 in die St.-Bendts-Kirche in Ringsted, die Grablege der Waldemar-Familie, überführen. Seine Ehefrau Margarete Sambiria beantragte beim Papst die Heiligsprechung ihres Schwagers, die jedoch aufgrund der Konflikte zwischen dem dänischen Königshaus und den Bischöfen nicht erfolgte. Ihre Schwiegertochter Agnes, die Tochter von Johann I. von Brandenburg aus dessen zweiter Ehe mit Eriks Witwe Jutta von Sachsen, ließ das Gewölbe über Eriks Grab nach der Ermordung ihres Mannes Erik V. Klipping um 1290 mit Fresken ausmalen, die Szenen aus dem Leben und von der Ermordung beider Könige zeigen. Margrete I. regte 1414 noch einmal die Heiligsprechung an, was jedoch zu keinem Erfolg führte. Trotzdem wurde Erik bis zur Reformation in Dänemark als Heiliger verehrt, zu dessen Grab Wallfahrten durchgeführt wurden. Seine Gebeine wurden 1520 in eine Säule der Kirche eingemauert. Sein Gedenktag ist der 10. August.

## Nachkommen
Aus seiner Ehe mit Jutta von Sachsen (* ~1223; † 1267) hatte er folgende Töchter:
- Sofia von Dänemark ⚭ König Waldemar Birgersson von Schweden.
- Jutta von Dänemark, Nebenfrau von König Waldemar Birgersson von Schweden.
- Agnes von Dänemark, Äbtissin von St. Agnete in Roskilde
- Ingeborg von Dänemark ⚭ König Magnus lagabætir von Norwegen.

## Sonstiges
Theodor Fontane erwähnt die Ermordung Eriks IV. in seiner Schilderung Der Schleswig-Holsteinsche Krieg im Jahre 1864. Er gibt dabei als Tag – wie einige andere Quellen auch – den 9. August an. Doch geschah der Mord am Tag des Heiligen Laurentius von Rom.
Adam Gottlob Oehlenschläger verfasste 1820 das Schauspiel Henrik og Abel.